# Velká Káhira
Velká Káhira (arabsky القاهرة الكبرى‎) je největší metropolitní oblastí v Egyptě, největší městskou oblastí v Africe, na Blízkém východě a v arabském světě a šestou největší metropolitní oblastí na světě. Velkou Káhiru tvoří všechna města v guvernorátu Káhira, Gíza, Město 6. října a Město Šejka Zajda v guvernorátu Gíza a Šubrá al-Chejma a Ubur v guvernorátu Kaljúbíja, s celkovým počtem obyvatel odhadovaným až na 20 900 000; rozlohou 1,709 km2 a hustotou zalidnění 10 400 obyvatel/km2.

## Podnebí
Panuje zde suché podnebí stejně jako v celém Egyptě. V Káhiře a jejím okolí panují velmi podobné denní teploty, ovšem v méně obydlených částech na východě a západu není městské teplo, a proto jsou tyto části náchylnější na výskyt krupobití.

## Městské problémy
Ve Velké Káhiře se nachází 60 % všech nelegálních obydlí v celém Egyptě.

## Největší města
- Káhira
- Gíza
- Helwán (včetně Města 15. května)
- Madínat Nasr (čtvrť)
- Nová Káhira
- Heliopolis (předměstí Káhiry)
- Šubrá al-Chejma

## Okolní města
- Město 6. října
- Město Šejka Zajda
- Badr
- Nová Káhira (včetně dvou čtvrtí)
- Nový Heliopolis
- Ubur
- Aš-Šuruk